# NASCAR Nextel Cup 2004

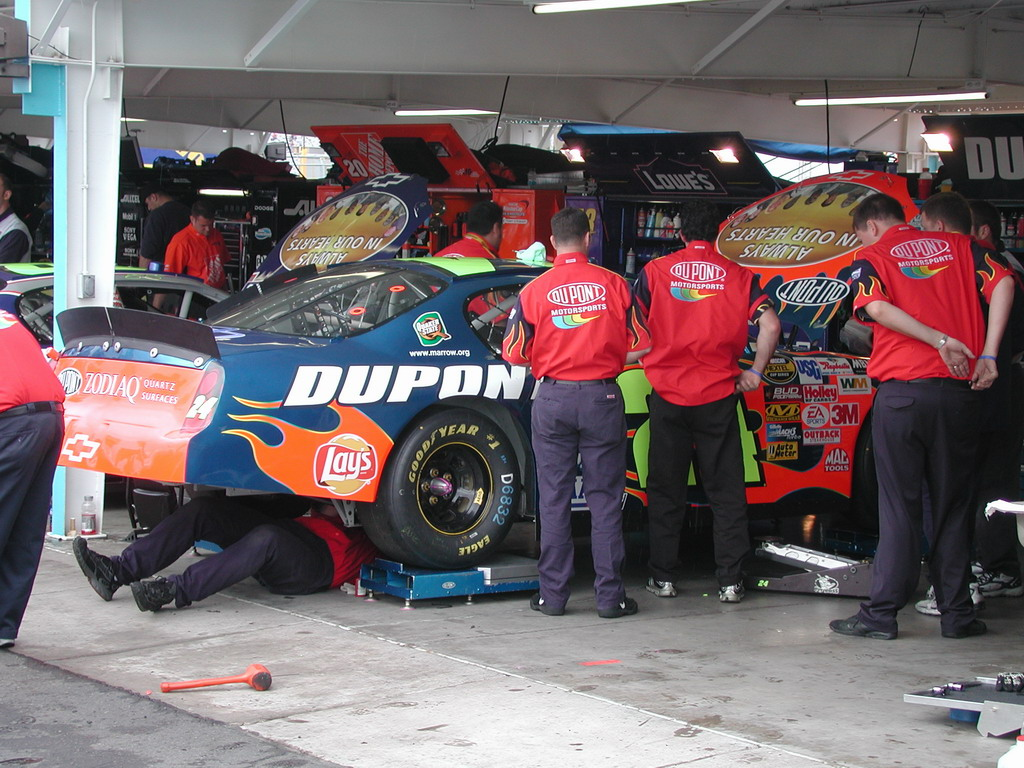
Rennvorbereitung des Chevrolet Monte Carlo des Fahress Jeff Gordon mit der Nummer 24 am Phoenix International Raceway

Der NASCAR Nextel Cup 2004 begann am 15. Februar mit dem Daytona 500. Die Saison endete am 21. November mit dem Ford 400.
Rookie des Jahres war Kasey Kahne und der Titel Most Popular Driver ging an Dale Earnhardt junior.

## Rennkalender
Alle Rennen finden in den Vereinigten Staaten statt. Die Rennen 16 (Sonoma Raceway) und 22 (Watkins Glen International) sind die einzigen, die nicht auf Ovalkursen stattfinden.
| Nr. | Datum         | Rennen (Ort)                                                       | Sieger             | Zweiter            | Dritter            | Pole-Position   | Meiste Führungsrunden | Gesamtführender    |
| --- | ------------- | ------------------------------------------------------------------ | ------------------ | ------------------ | ------------------ | --------------- | --------------------- | ------------------ |
| 01  | 15. Februar   | Daytona 500 Daytona International Speedway                         | Dale Earnhardt jr. | Tony Stewart       | Scott Wimmer       | Greg Biffle     | Tony Stewart          | Dale Earnhardt jr. |
| 02  | 22. Februar   | Subway 400 North Carolina Speedway                                 | Matt Kenseth       | Kasey Kahne        | Jamie McMurray     | Ryan Newman     | Matt Kenseth          | Dale Earnhardt jr. |
| 03  | 7. März       | UAW-DaimlerChrysler 400 Las Vegas Motor Speedway                   | Matt Kenseth       | Kasey Kahne        | Tony Stewart       | Kasey Kahne     | Matt Kenseth          | Matt Kenseth       |
| 04  | 14. März      | Golden Corral 500 Atlanta Motor Speedway                           | Dale Earnhardt jr. | Jeremy Mayfield    | Kasey Kahne        | Ryan Newman     | Tony Stewart          | Matt Kenseth       |
| 05  | 21. März      | Carolina Dodge Dealers 400 Darlington Raceway                      | Jimmie Johnson     | Bobby Labonte      | Ryan Newman        | Kasey Kahne     |                       |                    |
| 06  | 28. März      | Food City 500 Bristol Motor Speedway                               | Kurt Busch         | Rusty Wallace      | Kevin Harvick      | Ryan Newman     |                       |                    |
| 07  | 4. April      | Samsung/RadioShack 500 Texas Motor Speedway                        | Elliott Sadler     | Kasey Kahne        | Jeff Gordon        | Bobby Labonte   |                       |                    |
| 08  | 18. April     | Advance Auto Parts 500 Martinsville Speedway                       | Rusty Wallace      | Bobby Labonte      | Dale Earnhardt jr. | Jeff Gordon     |                       |                    |
| 09  | 25. April     | Aaron's 499 Talladega Superspeedway                                | Jeff Gordon        | Dale Earnhardt jr. | Kevin Harvick      | Ricky Rudd      |                       |                    |
| 010 | 2. Mai        | Auto Club 500 California Speedway                                  | Jeff Gordon        | Jimmie Johnson     | Ryan Newman        | Kasey Kahne     |                       |                    |
| 011 | 15. Mai       | Chevy American Revolution 400 Richmond International Raceway       | Dale Earnhardt jr. | Jimmie Johnson     | Bobby Labonte      | Brian Vickers   |                       |                    |
| 012 | 30. Mai       | Coca-Cola 600 Lowe's Motor Speedway                                | Jimmie Johnson     | Michael Waltrip    | Matt Kenseth       | Jimmie Johnson  |                       |                    |
| 013 | 6. Juni       | MBNA America 400 „A Salute To Heroes“ Dover International Speedway | Mark Martin        | Tony Stewart       | Dale Earnhardt jr. | Jeremy Mayfield |                       |                    |
| 014 | 13. Juni      | Pocono 500 Pocono Raceway                                          | Jimmie Johnson     | Jeremy Mayfield    | Bobby Labonte      | Kasey Kahne     |                       |                    |
| 015 | 20. Juni      | DHL 400 Michigan International Speedway                            | Ryan Newman        | Kasey Kahne        | Dale Jarrett       | Jeff Gordon     |                       |                    |
| 016 | 27. Juni      | Dodge / Save Mart 350 Infineon Raceway                             | Jeff Gordon        | Jamie McMurray     | Scott Pruett       | Jeff Gordon     |                       |                    |
| 017 | 3. Juli       | Pepsi 400 Daytona International Speedway                           | Jeff Gordon        | Jimmie Johnson     | Dale Earnhardt jr. | Jeff Gordon     |                       |                    |
| 018 | 11. Juli      | Tropicana 400 Presented by Meijer Chicagoland Speedway             | Tony Stewart       | Jimmie Johnson     | Dale Jarrett       | Jeff Gordon     |                       |                    |
| 019 | 25. Juli      | Siemens 300 New Hampshire International Speedway                   | Kurt Busch         | Jeff Gordon        | Ryan Newman        | Ryan Newman     |                       |                    |
| 020 | 1. August     | Pennsylvania 500 Pocono Raceway                                    | Jimmie Johnson     | Mark Martin        | Kasey Kahne        | Casey Mears     |                       |                    |
| 021 | 8. August     | Brickyard 400 Indianapolis Motor Speedway                          | Jeff Gordon        | Dale Jarrett       | Elliott Sadler     | Casey Mears     |                       |                    |
| 022 | 15. August    | Sirius at the Glen Watkins Glen International                      | Tony Stewart       | Ron Fellows        | Mark Martin        | Jimmie Johnson  |                       |                    |
| 023 | 22. August    | GFS Marketplace 400 Michigan International Speedway                | Greg Biffle        | Mark Martin        | Dale Jarrett       | Jimmie Johnson  |                       |                    |
| 024 | 28. August    | Sharpie 500 Bristol Motor Speedway                                 | Dale Earnhardt jr. | Ryan Newman        | Jimmie Johnson     | Jeff Gordon     |                       |                    |
| 025 | 5. September  | Pop Secret 500 California Speedway                                 | Elliott Sadler     | Kasey Kahne        | Mark Martin        | Brian Vickers   |                       |                    |
| 026 | 11. September | Chevy Rock and Roll 400 Richmond International Raceway             | Jeremy Mayfield    | Dale Earnhardt jr. | Jeff Gordon        | Ryan Newman     |                       |                    |
| 027 | 19. September | Sylvania 300 New Hampshire International Speedway                  | Kurt Busch         | Matt Kenseth       | Dale Earnhardt jr. | Jeff Gordon     |                       |                    |
| 028 | 26. September | MBNA America 400 Dover International Speedway                      | Ryan Newman        | Mark Martin        | Jeff Gordon        | Jeremy Mayfield |                       |                    |
| 029 | 3. Oktober    | EA Sports 500 Talladega Superspeedway                              | Dale Earnhardt jr. | Kevin Harvick      | Dale Jarrett       | Joe Nemechek    |                       |                    |
| 030 | 10. Oktober   | Banquet 400 Presented by ConAgra Foods Kansas Speedway             | Joe Nemechek       | Ricky Rudd         | Greg Biffle        | Joe Nemechek    |                       |                    |
| 031 | 16. Oktober   | UAW-GM Quality 500 Lowe's Motor Speedway                           | Jimmie Johnson     | Jeff Gordon        | Dale Earnhardt jr. | Ryan Newman     |                       |                    |
| 032 | 24. Oktober   | Subway 500 Martinsville Speedway                                   | Jimmie Johnson     | Jamie McMurray     | Ryan Newman        | Ryan Newman     |                       |                    |
| 033 | 31. Oktober   | Bass Pro Shops MBNA 500 Atlanta Motor Speedway                     | Jimmie Johnson     | Mark Martin        | Carl Edwards       | Ryan Newman     |                       |                    |
| 034 | 7. November   | Checker Auto Parts 500 Phoenix International Raceway               | Dale Earnhardt jr. | Ryan Newman        | Jeff Gordon        | Ryan Newman     |                       |                    |
| 035 | 14. November  | Mountain Dew Southern 500 Darlington Raceway                       | Jimmie Johnson     | Mark Martin        | Jeff Gordon        | Kurt Busch      |                       |                    |
| 036 | 21. November  | Ford 400 Homestead-Miami Speedway                                  | Greg Biffle        | Jimmie Johnson     | Jeff Gordon        | Kurt Busch      |                       |                    |

### Fahrerwertung
| Pos. | Fahrer             | Siege | Punkte |
| ---- | ------------------ | ----- | ------ |
| 01.  | Kurt Busch         | 3     | 6506   |
| 02.  | Jimmie Johnson     | 8     | 6498   |
| 03.  | Jeff Gordon        | 5     | 6490   |
| 04.  | Mark Martin        | 1     | 6399   |
| 05.  | Dale Earnhardt jr. | 6     | 6368   |
| 06.  | Tony Stewart       | 2     | 6326   |
| 07.  | Ryan Newman        | 2     | 6180   |
| 08.  | Matt Kenseth       | 2     | 6069   |
| 09.  | Elliott Sadler     | 2     | 6024   |
| 010. | Jeremy Mayfield    | 1     | 6000   |
| 11.  | Jamie McMurray     | 0     | 4597   |
| 12.  | Bobby Labonte      | 0     | 4277   |
| 13.  | Kasey Kahne        | 0     | 4274   |
| 14.  | Kevin Harvick      | 0     | 4228   |
| 15.  | Dale Jarrett       | 0     | 4214   |
| 16.  | Rusty Wallace      | 1     | 3960   |
| 17.  | Greg Biffle        | 2     | 3902   |
| 18.  | Jeff Burton        | 0     | 3902   |
| 19.  | Joe Nemechek       | 1     | 3878   |
| 20.  | Michael Waltrip    | 0     | 3878   |
| 21.  | Sterling Marlin    | 0     | 3857   |
| 22.  | Casey Mears        | 0     | 3690   |
| 23.  | Robby Gordon       | 0     | 3646   |
| 24.  | Ricky Rudd         | 0     | 3615   |
| 25.  | Brian Vickers      | 0     | 3521   |
| 26.  | Terry Labonte      | 0     | 3519   |
| 27.  | Scott Wimmer       | 0     | 3198   |
| 28.  | Brendan Gaughan    | 0     | 3165   |
| 29.  | Scott Riggs        | 0     | 3090   |
| 30.  | Jeff Green         | 0     | 3054   |
| 31.  | Ken Schrader       | 0     | 3032   |
| 32.  | Ward Burton        | 0     | 2929   |
| 33.  | Kyle Petty         | 0     | 2811   |
| 34.  | Ricky Craven       | 0     | 2086   |
| 35.  | Jimmy Spencer      | 0     | 1969   |
| 36.  | Johnny Sauter      | 0     | 1430   |
| 37.  | Carl Edwards       | 0     | 1424   |
| 38.  | Dave Blaney        | 0     | 1347   |
| 39.  | Bobby Hamilton jr. | 0     | 1271   |
| 40.  | Derrike Cope       | 0     | 1058   |
| 41.  | Todd Bodine        | 0     | 986    |
| 42.  | Morgan Shepherd    | 0     | 925    |
| 43.  | Kevin Lepage       | 0     | 915    |
| 44.  | Hermie Sadler      | 0     | 852    |
| 45.  | John Andretti      | 0     | 818    |
| 46.  | Mike Wallace       | 0     | 764    |
| 47.  | Kirk Shelmerdine   | 0     | 723    |
| 48.  | Bill Elliott       | 0     | 595    |
| 49.  | Mike Bliss         | 0     | 407    |
| 50.  | Kenny Wallace      | 0     | 365    |
| 51.  | Shane Hmiel        | 0     | 349    |
| 52.  | Kyle Busch         | 0     | 345    |
| 53.  | Tony Raines        | 0     | 318    |
| 54.  | P. J. Jones        | 0     | 316    |
| 55.  | Boris Said         | 0     | 302    |
| 56.  | Geoffrey Bodine    | 0     | 278    |

### Herstellerwertung

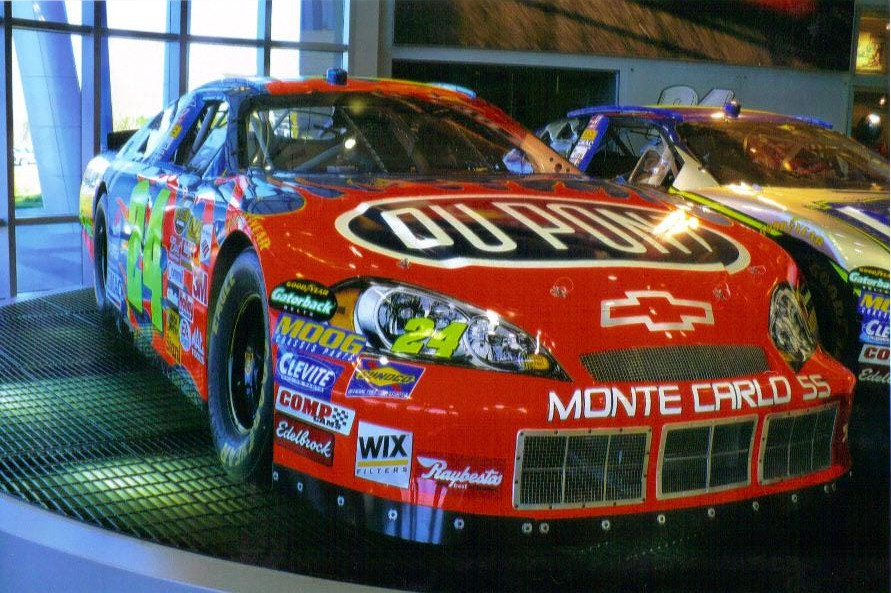
Chevrolet Monte Carlo mit der Nummer 24 des Fahrers Jeff Gordon

| Pos. | Hersteller | Siege | Punkte |
| ---- | ---------- | ----- | ------ |
| 1.   | Chevrolet  | 17    | 259    |
| 2.   | Ford       | 16    | 246    |
| 3.   | Dodge      | 3     | 179    |